# Никола Алексиев (журналист)
Вижте пояснителната страница за други личности с името Никола Алексиев.
Никола Богданов Алексиев е български журналист, есперантист, политик от БКП.

## Биография
Никола Алексиев е роден на 29 юни 1909 г. в Берковица. През 1929 г. заедно с други съмишленици основава Работническия есперантистки съюз. На следващата година става член на БКП. Основател и редактор на в. „Международен език“ (1931 – 1932) и в. „Знаме на труда“ (1944 – 1946). От 1930 до 1934 г. е редактор на в. „Единство“. От 1933 до 1934 г. е секретар на Районния комитет, а от 1934 до 1935 г. и на Окръжния комитет на БКП в Берковица. В периода 1946 – 1952 г. е главен редактор на в. „Труд“. Между 1948 и 1961 г. е секретар на ЦС на Българските професионални съюзи. Кандидат-член на ЦК на БКП (1958 – 1962). Бил е заместник-председател на Комитета за приятелство и културни връзки с чужбина (1961 – 1964) и председател на Българския есперантски съюз (1964 – 1975). От 1972 до 1977 г. е член на Президиума на Националния съвет на Отечествения фронт, а от 1971 до 1980 г. на Световния съвет на мира. Умира на 19 юли 2002 г. Почетен член е на Световния есперантски съюз UEA и MEM и на Чехословашкия есперантски съюз.

## Книги
- „В редиците на класата“ (1977),
- „Учители и другари“, (1983),
- „Червеният факел“ (1986).